# IC 4340
IC 4340 је лентикуларна галаксија у сазвјежђу Ловачки пси која се налази на листи објеката дубоког неба у Индекс каталогу.
Деклинација објекта је + 37° 23' 12" а ректасцензија 13h 53m 33,6s. Привидна величина (магнитуда) објекта IC 4340 износи 14,0 а фотографска магнитуда 15,0. IC 4340 је још познат и под ознакама MCG 6-31-9, CGCG 191-10, PGC 49364.